# Limonádový Joe aneb Koňská opera
Limonádový Joe aneb Koňská opera é um filme de drama tchecoslovaco de 1964 dirigido e escrito por Oldřich Lipský e Jiří Brdečka. Foi selecionado como represente da Tchecoslováquia à edição do Oscar 1965, organizada pela Academia de Artes e Ciências Cinematográficas.

## Elenco
- Karel Fiala - Lemonade Joe
- Rudolf Deyl, Jr. - Doug Badman
- Miloš Kopecký - Horace Badman
- Květa Fialová - Tornado Lou
- Olga Schoberová - Winnifred Goodman
- Bohuš Záhorský - Ezra Goodman
- Josef Hlinomaz - Gunslinger Grimpo
- Karel Effa - Pancho Kid
- Waldemar Matuška - Coyotte Kid
- Eman Fiala - Pianista
- Vladimír Menšík - Barman #1
- Jiří Lír - Barman #2
- Jiří Steimar - Mr. Kolalok